# Station Drogheda MacBride
Station Drogheda MacBride  is een treinstation in Drogheda in het Ierse graafschap Louth. Het ligt aan de lijn Dublin - Belfast. Naar Dublin rijdt buiten de spits ieder uur een trein, in de spits ieder kwartier. Naar Belfast vertrekt iedere twee uur een trein.
De huidige naam, vernoemd naar de Ierse vrijheidsstrijder John MacBride, kreeg het station in 1966 bij de 50-jarige herdenking van de Paasopstand.